# Parnassius simo
Espèce
Parnassius simo ou Apollon à bordure noire est une espèce d'insectes lépidoptères de la famille des Papilionidae, de la sous-famille des Parnassiinae et du genre Parnassius.

## Dénomination
Parnassius simo a été décrit par John Edward Gray en 1853.

### Nom vernaculaire
Parnassius simo se nomme Black-edged Apollo en anglais.

### Sous-espèces
- Parnassius simo acconus Fruhstorfer, 1903
- Parnassius simo avinovi Verity, 1911
- Parnassius simo bainqenerdini Huang, 1998
- Parnassius simo confusus Bang-Haas
- Parnassius simo gylippos Fruhstorfer, 1903
- Parnassius simo hingstoni Bryk
- Parnassius simo kosiovi Verity
- Parnassius simo kunlunensis Weiss
- Parnassius simo lenzeni Bryk
- Parnassius simo lise Eisner
- Parnassius simo norikae Ohya
- Parnassius simo simplicata Stich, 1907
- Parnassius simo simulator Staudinger, 1889[1].

## Description
Parnassius simo est un papillon blanc marqué et veiné de gris clair avec aux ailes postérieures une ligne submarginale discrets chevrons gris.

## Biologie

### Période de vol et hivernation
Parnassius simo hiverne au stade nymphal.
Parnassius simo vole de juillet à début aout sur une courte période d'une à deux semaines.

### Plantes hôtes
Les plantes hôtes sont des Lagotis, Lagotis globosa et Lagotis decumbens.

## Écologie et distribution
Parnassius simo est présent au Kirghizistan, au Tadjikistan, en Mongolie, dans le nord de l'Inde, au Bhoutan, au Tibet et dans l'ouest de la Chine,.

### Biotope
Parnassius simo réside en très haute montagne entre 4 200 m et 5 000 m.